# Tymofij Biłohradski
Tymofij Biłohradski, Timofiej Biełogradski (ros. Тимофей Белоградский, ukr. Тимофій Білоградський; ur. ok. 1710 – zm. 1782) – pochodzący z Ukrainy lutnista, kompozytor i kobziarz-bandurzysta działający w Sankt Petersburgu i Królewcu.
Niewiele wiadomo o jego dzieciństwie; uważa się, że urodził się niedaleko miasta Czerkasy na Ukrainie, i że nauczył się gry na kobzie i lutni w Głuchowskiej Akademii Muzycznej w obwodzie sumskim na Ukrainie. Posiadał wyśmienity głos i wielką wrodzoną łatwość muzyczną. W 1725 zaproszono go do Sankt Petersburga by śpiewał w Carskiej Kapeli Cerkiewnej. W 1733 Caryca Anna posłała Biłohradskiego do Drezna w orszaku Ambasadora Keyserlincka by doskonalił się w grze na lutni pod kierunkiem Silviusa Leopolda Weissa – jednego z najważniejszych kompozytorów-lutnistów XVIII wieku; studiował również śpiew u Faustyny Bordoni – Hasse i u kastrata Domenico Annibali. Ostatecznie Biłohradski stał się jednym z najlepiej wyszkolonych muzyków Rosyjskiej Kapeli Dworskiej.
W 1739 Biłohradski powrócił do Sankt Petersburga i nadal działał jako muzyk dworski. W 1741 znów wyjechał do Niemiec zdobywając rozgłos jako wirtuoz lutnista i śpiewak i żył przez pewien czas w Królewcu szkoląc wielu uczniów – wśród najznakomitszych z nich byli: Johann Reichardt (ojciec Johanna Friedricha Reichardta), Johann Georg Hamann – filozof ruchu Burzy i naporu.
Ostatnie lata swego życia spędził w Petersburgu. Biłohradskiemu lub jego otoczeniu, przypisuje się „Rękopis Moskiewski Weissa”. Znany stał się jego zbiór pieśni i romansów do słów Sumarokowa, cieszący się znaczną popularnością w XVIII wieku.
Jego bratanica Jelizawieta stała się słynną śpiewaczką operową w Carskiej Opery Sankt Petersburga, a także znano ją jako kompozytorkę.